# Masaje prostático
El masaje prostático es la estimulación de la glándula prostática masculina tanto para propósitos médicos como sexuales. El primer propósito es usado para descubrir síntomas de prostatitis.
La próstata es una parte del sistema genital masculino y su contribución es clave en el orgasmo. Se localiza adyacente al recto y puede ser estimulado manualmente o con ayuda de algún tipo de juguete sexual específicamente diseñado para esta parte del cuerpo.
El masaje de próstata contribuye a la descarga de sus fluidos sin necesidad de haber orgasmo o eyaculación, ya que parte del fluido seminal es una secreción de la próstata.

## Descripción
El masaje de próstata es un procedimiento médico para el tratamiento de la prostatitis crónica y la hiperplasia benigna (HBP), contraproducente en pacientes con prostatitis aguda infecciosa ya que puede provocar la expansión de la infección. 
Se realiza introduciendo por el ano uno o dos dedos enfundados en un guante de látex lubricado, un masajeador de próstata u otro instrumento médico. También puede estimularse indirectamente por masaje externo a través del perineo, aunque así puede no ser efectivo la obtención de fluido. El masaje de próstata puede provocar orgasmo y eyaculación sin ninguna otra estimulación genital.
El procedimiento debe realizarse frotando suavemente al principio con el dedo índice, masajeando los laterales de los lóbulos de la próstata, teniendo cuidado de no presionar demasiado vigorosamente sobre los nervios del centro. Si la próstata está llena por estimulación sexual en algunos casos puede contraerse, vaciándose en parte de la misma forma que durante la eyaculación pero sin necesidad de presión digital ni estimular ninguno de los órganos circundantes.
La electroeyaculación es un procedimiento en donde los nervios son estimulados eléctricamente mediante un dispositivo que ha sido insertado dentro del recto, junto a la próstata. Es muy comúnmente usada en bovinos en procesos de inseminación artificial para recolectar muestras para análisis y fecundación.

## Como práctica sexual
El masaje de próstata también se usa como un masaje erótico para la estimulación sexual, a menudo para alcanzar el orgasmo. Es posible que algunos hombres logren orgasmos sólo a través de la estimulación de la próstata. La próstata a veces se denomina «punto G masculino», pero luego sería renombrado como «punto P» en referencia a la parte en el que se ubica. Algunos hombres pueden alcanzar el orgasmo a través de la estimulación de la glándula prostática, como el masaje de próstata o el coito anal receptivo, y los hombres que informan la sensación de estimulación de la próstata a menudo dan descripciones similares a las explicaciones de las mujeres sobre la estimulación del punto G.
La estimulación de la próstata puede producir un orgasmo más fuerte, más poderoso y «más profundo» que únicamente la estimulación del pene, descrito por algunos hombres como más extendido, intenso y duradero, y permitiendo una mayor sensación de éxtasis que el orgasmo provocado por la estimulación del pene solamente. Sin embargo, aunque las experiencias son diferentes, los orgasmos masculinos por estimulación del pene también se centran en la glándula prostática.
La creciente disponibilidad de juguetes y dispositivos sexuales seguros e higiénicos diseñados específicamente para la estimulación de la próstata, los llamados «masajeadores prostáticos», puede fomentar la experimentación y diversificación. El dedo del masajeador de próstata se introduce en el recto a través del ano y la glándula prostática se masajea suavemente. El principal problema al usar el dedo es que puede ser demasiado corto para llegar a la glándula prostática. El masaje de próstata se puede realizar individualmente o con la ayuda de una pareja como parte del juego sexual.
Existen cuestiones de seguridad relacionadas con la estimulación de la próstata y la penetración anal. Se recomienda encarecidamente que se use mucho lubricante con los masajeadores de próstata para evitar daños en el revestimiento rectal. Se puede introducir gradualmente un instrumento o dedo más pequeño para minimizar la incomodidad que algunos pueden sentir. Los masajeadores se pueden usar con o sin condón; sin embargo, debido a las bacterias que se encuentran en el recto, si no se usa un condón, es muy importante limpiar la herramienta con jabón antes de usarlo en otro orificio o por un compañero. Recibir estimulación anal puede causar la sensación de tener que evacuar. Más a menudo que no, esto es solo una sensación que causa la estimulación y puede tomar un tiempo acostumbrarse.

## Información médica
Hay algunos riesgos para la salud debidos a la estimulación prostática desarrollada incorrectamente. Un masaje suave puede ayudar a drenar una glándula prostática dolorosa, al disminuir la inflamación en una inflamación crónica benigna, además el masaje alrededor de la próstata puede beneficiar a los músculos. Nunca debe aplicarse en una inflamación aguda, infecciosa o cancerígena; un estudio en 2006, no encontró ningún beneficio adicional al agregar el masaje de próstata al tratamiento con antibióticos de la prostatitis.
Un masaje vigoroso, extremo, o bajo un caso de prostatitis aguda, en algunos casos puede ser peligroso, pudiendo provocar una celulitis local (gangrena de Fournier), septicemia (envenenamiento bacteriano de la sangre), transferencia de cáncer de próstata a otras partes del cuerpo, o hemorroides en algunos individuos. Además, un masaje exagerado por una presión no razonable puede causar daños a los muy sensibles tejidos blandos y nervios, por lo que es preferible realizarlo manualmente a utilizar otros instrumentos debido a que los dedos no son excesivamente duros y se ejerce más control.

## Masajeador/estimulador prostático
Un masajeador prostático (o también llamado como estimulador de próstata), dependiendo de su tipo, es un instrumento diseñado para masajear la glándula prostática del varón. La forma del instrumento es similar a un dedo, pues tradicionalmente se ha hecho digitalmente. Tienen usualmente una curvatura suave para masajear efectivamente la próstata. Es conveniente lubricar el ano internamente antes de introducirlo. Un masajeador prostático debe ser usado con cuidado debido a la sensibilidad de la región recto-próstata.
Los masajeadores prostáticos varían en diseño; tienden a ser más curvos, más delgados y con una textura más suave. Algunos de los nuevos productos destinados a esta parte del cuerpo del mercado funcionan con pilas y ofrecen vibración en la punta; cuya velocidad o intensidad puede cambiarse según las preferencias personales del hombre en cuestión. A diferencia de los consoladores vaginales, el masajeador de próstata tiene un extremo ensanchado para evitar que se inserte por completo y se «pierda» dentro del recto.
Aunque es el juguete sexual que predomina entre quienes desean explorar la próstata, hay algunos hombres que también se sienten cómodos optando por un plug anal, que son fáciles de usar, se pueden insertar libremente y dejar en su lugar mientras las manos del hombre quedan libres para alguna otra actividad.